# Heure en Russie

Fuseaux horaires en Russie.

Cet article traite de différents aspects de la gestion du temps en Russie.

## Fuseaux horaires
Le territoire de la Russie s'étend sur onze fuseaux horaires, d'UTC+2 à UTC+12. L’heure d'été n'est plus utilisée en Russie depuis 2014.
|  | Zone horaire | Nom du fuseau horaire   | Abréviation | Décalage | Zone géographique couverte | Heure locale quand il est midi à Moscou |
|  | ------------ | ----------------------- | ----------- | -------- | --- | --------------------------------------- |
|  | 1            | Heure de Kaliningrad    | EET         | UTC+2    | Oblast de Kaliningrad | 11h                                     |
|  | 2            | Heure de Moscou         | MSK         | UTC+3    | Russie européenne en presque totalité (hors territoires mentionnés dans une autre ligne)                                                                 | 12h                                     |
|  | 3            | Heure de Samara         | SAMT        | UTC+4    | Oblast de Samara, Oudmourtie, Oblast d'Oulianovsk, Oblast d'Astrakhan, Oblast de Saratov                                                                 | 13h                                     |
|  | 4            | Heure de Iekaterinbourg | YEKT        | UTC+5    | Bachkirie, Oblast de Tcheliabinsk, Khantys-Mansis, Oblast de Kourgan, Oblast d'Orenbourg, Kraï de Perm, Oblast de Sverdlovsk, Oblast de Tioumen, Iamalie | 14h                                     |
|  | 5            | Heure d'Omsk            | OMST        | UTC+6    | Oblast d'Omsk | 15h                                     |
|  | 6            | Heure de Krasnoïarsk    | KRAT        | UTC+7    | Khakassie, Oblast de Kemerovo, Kraï de Krasnoïarsk, Touva, Kraï de l'Altaï, République de l'Altaï, Oblast de Tomsk, Oblast de Novossibirsk               | 16h                                     |
|  | 7            | Heure d'Irkoutsk        | IRKT        | UTC+8    | Oblast d'Irkoutsk, Bouriatie | 17h                                     |
|  | 8            | Heure de Iakoutsk       | YAKT        | UTC+9    | Oblast d'Amour, République de Sakha (partie occidentale), Kraï de Transbaïkalie                                                                          | 18h                                     |
|  | 9            | Heure de Vladivostok    | VLAT        | UTC+10   | Oblast autonome juif, Kraï de Khabarovsk, Kraï du Primorie, République de Sakha (partie centrale)                                                        | 19h                                     |
|  | 10           | Heure de Magadan        | SRET        | UTC+11   | Oblast de Magadan, République de Sakha (partie orientale), Oblast de Sakhaline                                                                           | 20h                                     |
|  | 11           | Heure du Kamchatka      | PETT        | UTC+12   | Tchoukotka, Kraï du Kamtchatka | 21h                                     |

## Modification des fuseaux horaires
En novembre 2009, le président de la fédération de Russie Dmitri Medvedev propose de réduire le nombre de fuseaux horaires couvrant le pays, ainsi que d'abandonner le changement d'heure.
Le 28 mars 2010, le nombre de fuseaux horaires russes passe de 11 à 9, par l'abolition de l'utilisation de l’heure de Samara et de l’heure du Kamtchatka :
- l'Oudmourtie et l'oblast de Samara, initialement à l'heure de Samara, passent à l'heure de Moscou (alors UTC+4) ;
- l'oblast de Kemerovo, initialement à l’heure de Krasnoïarsk, passe à l’heure d’Omsk (alors UTC+7) ; l'heure de Krasnoïarsk reste cependant utilisée dans d'autres parties de la Russie ;
- la Tchoukotka et le kraï du Kamtchatka, initialement à l'heure du Kamtchatka passent à l’heure de Magadan (alors UTC+12).

Selon Dmitri Medvedev, cette modification aurait pour ambition de rapprocher les Russes, particulièrement dans les régions éloignées, malgré l'immense territoire du pays.
- L'échec des mesures précédentes engendre un nouveau changement le 26 octobre 2014. La Russie revient globalement à son ancienne heure d'hiver et y restera en permanence, sauf quelques régions, ce qui revient à recréer 2 nouvelles zones (retour de 11 fuseaux horaires).

Quelques régions ont changé leur fuseau horaire en 2016. L'oblast de Volgograd passe de UTC+03:00 à UTC+04:00 en 2018.

## Heure d'été
L'observation de l'heure d'été est officiellement introduite en Russie le 1er juillet 1917 par le gouvernement provisoire puis abrogée, cinq mois plus tard, par décret du gouvernement soviétique.
Le changement d'heure est réintroduit en URSS le 1er avril 1981 sur décision du Conseil des ministres. L'heure d'été débute le 1er avril et se termine le 1er octobre de chaque année, jusqu'en 1984, date à laquelle l'URSS adopte les règles de changement d'heure européennes, passant à l'heure d'été à 02:00 le dernier dimanche de mars en avançant d'une heure et revenant à l'heure d'hiver à 03:00 le dernier dimanche d'octobre (de septembre, jusqu'en 1995).
L'usage du changement d'heure a perduré après l'effondrement de l'Union soviétique mais est officiellement abandonné par oukase du président de la fédération de Russie Dmitri Medvedev en février 2011,. Moscou est donc resté quelques années à l'heure d'été de manière fixe avec un décalage UTC+4.
En juillet 2014, Vladimir Poutine a signé le passage définitif à l'heure d'hiver. Le 26 octobre 2014, l'heure russe a été reculée d'une heure, et le changement d'heure ne s'effectue plus. Le nombre de fuseaux horaires passe de 9 à 11.